# Битка код Марџ Рахита (634)
Битка код Марџ Рахита била је мањи сукоб који се збио између гасанидских арапских савезника Византијског царства и рашидунске војске под командом Халид ибн Валида, у априлу, 643. године. Након битке код Хаварина, Халид се већ наредног јутра померио ка Дамаску са својом војском од 9000 људи, на 30 километара од Дамаска где је лежао је пролаз, преко врха овог пролаза који се налазио на 600 метара висине изнад околног подручја. Овај гребен је део подручја понатог под називом Џабал уш Шарк, који представља изданак Анти-Либанских планина и простире се у северо-источном правцу до Тадмура. Сам пролаз није спадао у стрме и опасне, али је имао велику дужину. Халид се зауставио на његовом највишем делу, и на том месту поставио своју заставу. Због оваквог Халидовог подухвата пролаз је постао познат као Санијат ул Кваб (ثنية العقاب), то јест Орлов пролаз, на основ назива Халидове заставе.
Одатле се Халид преместио у Марџ Рахит, иначе велико поље у близини садашњег града Адре, северозападно од Дамаска.

## Битка
Битка се одиграла у недељу на ускрс, 24. априла 634. године.
Велики број избеглица из подручја по коме је Халид до скора оперисао прикупио се код Марџ ал Рахита, и те избелице су се помешале састановништвом које је прослављало светковину тј. празник. Гасаниди због овог нису били необазриви већ су због опасности коју је за њих представљао Халидов улазак у Сирију били на опрезу. Они су из тог разлога поставили јаку препреку у виду својих војних јединица на путу од Тадмура, испод пролаза, али су ове снаге биле распршене брзим јуришем муслиманске коњице. Иако се отпор неких Гасанида наставио док су муслимани напредовали, отпор је престао када је главни део муслиманских снага стигао до града и напао га. Муслимани су похарали град Марџ Рахит. После неког времена, након што је сакупио велике количине плена и значајан број заробљеника, Халид се повукао из града и поставио свој логор ван града.
Битка сама по себи није била већег обима, али је имала неку врсту тактичког занчаја јер је имала улогу чишћења терена и представљала заштитницу за муслиманке војске тако да су се опсаде над већим гадовима могле релативно лако подизати.

## Последице
Наредног јутра, Халид је разместио јаку колону својих коњичких снага која се кретала према Дамаску са задатком да изврше препад на Гуту. Онда, је након што је послао гласника Абу Убајда са упутствима како би га обавестио у Босри, Халид је сам кренуо за Босру са главнином своје војске, заобилазећи Дамаск. Коњичка колона која је била послата у Дамаск стигла је у његову околину, заробивши још људи и другог плена, и поново се придружила Халиду док је овај још увек био у маршу. Мање операције које су пратиле Халидов улазак у Сирију овим су биле завршене. Халид се онда преместио до града Босре који је и заузео.